# Мистер Бин (лик)
Мистер Бин или Господин Бин је измишљени лик из британског телевизијског програма комедије, Мистер Бин, његовог анимираног издвајања и два играна филма. Створио га је и тумачи Роуан Аткинсон, а први пут се појавио на телевизији у пилот епизоди која је први пут емитована 1. јануара 1990.

## Преглед
Мисте Бин живи у стану 2, 12 Арборски Пут, Хигхбури, Лондон, Енглеска. Његово прво име, које назива Бин, и његова професија, ако постоји, никада се не спомињу. У првој филмској адаптацији, Бин, "Мистер" појављује се на његовом пасошу у пољу „име“, а приказан је као запослен као чувар у лондонској Националној галерији. Његов датум рођења је различито наведен као 15. септембар 1956. или 6. јануар 1955. (потоњи је стварни датум рођења Роуана Аткинсона). На почетку друге епизоде надаље, мистер Бин пада са неба у зраку светлости, у пратњи хора који пева Ецке хомо куи ест фаба („Ево човека који је пасуљ“), снимљен од хора катедрале Саутуарк 1990.

## Одело
Господин Бин носи смеђу јакну од твида, белу кошуљу, танку црвену кравату, смеђе панталоне, црне ципеле и црни дигитални сат за калкулатор. Повремено мења одећу како би одговарао сцени у којој се налази.

## Спољашне везе
- Званични веб-сајт